# Angelo Massarotti
Angelo Massarotti (1653 - 1723) foi um pintor italiano do período barroco. Por algum tempo estudou sob Agostino Bonisoli, em sua cidade natal. Depois, visitou Roma onde se tornou um aluno de Carlo Cesi. Uma de suas primeiras apresentações foi um retábulo da igreja de S. Salvatore em Lauro. Sua principal obra é um grande quadro na igreja de Santo Agostinho representando o santo distribuindo seus regulamentos para suas diferentes ordens. Morreu em 1723.

## Obras

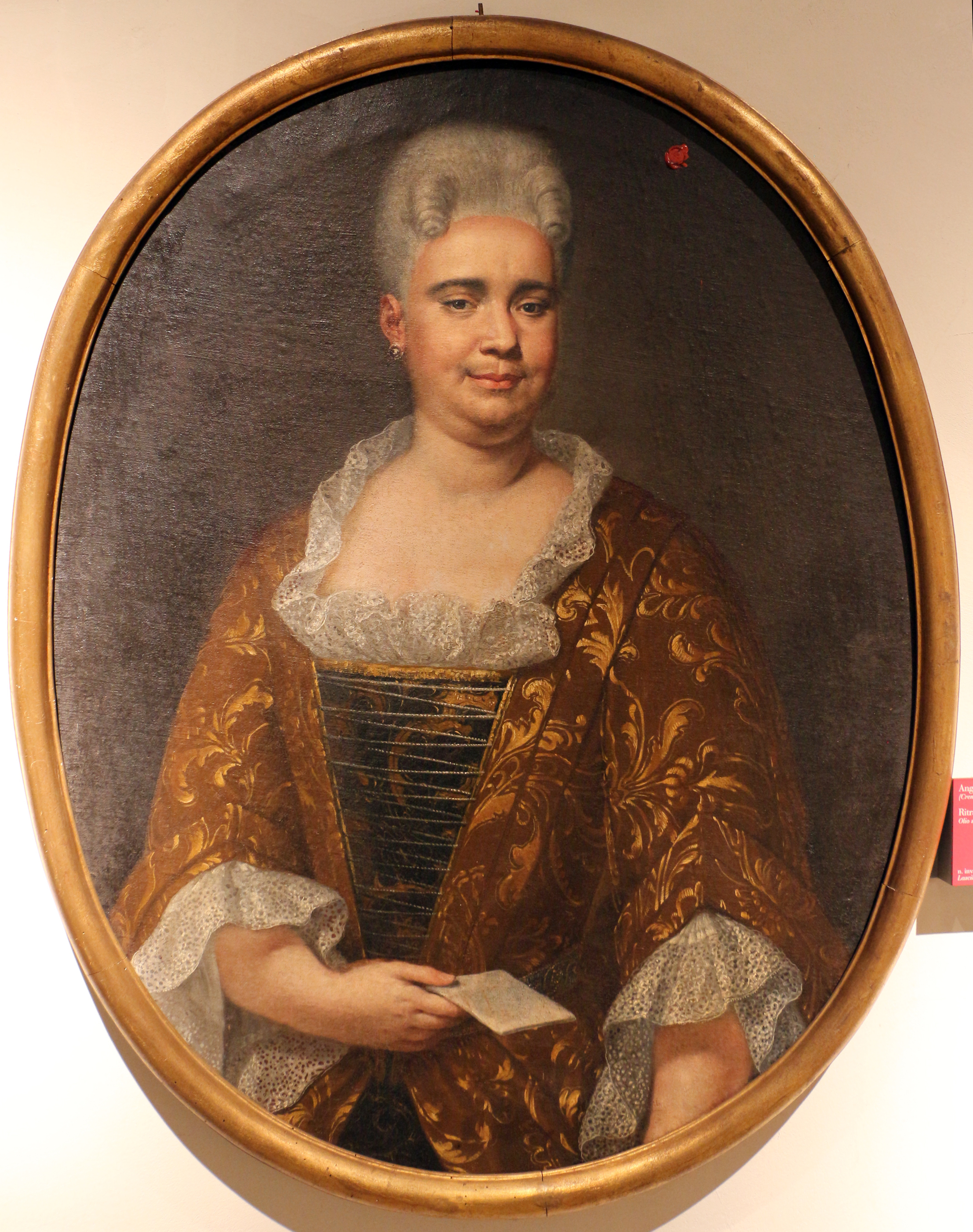
"Retrato de senhora"
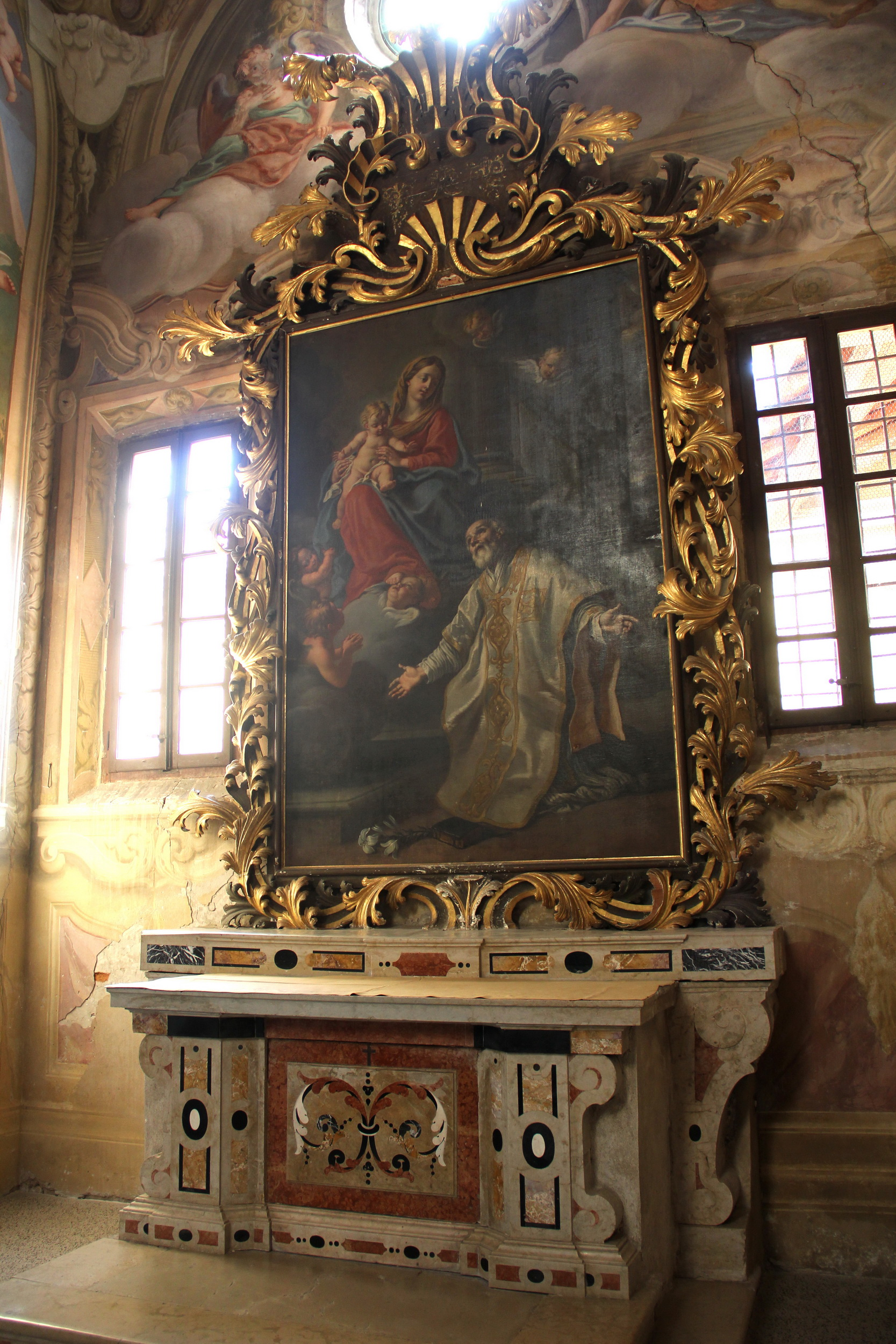
Altar, San Sigismondo, Cremona, Itália
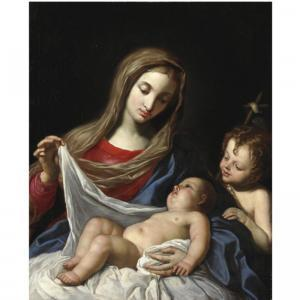
Madona e Menino com São João Batista, (90 x 74 cm) óleo sobre tela
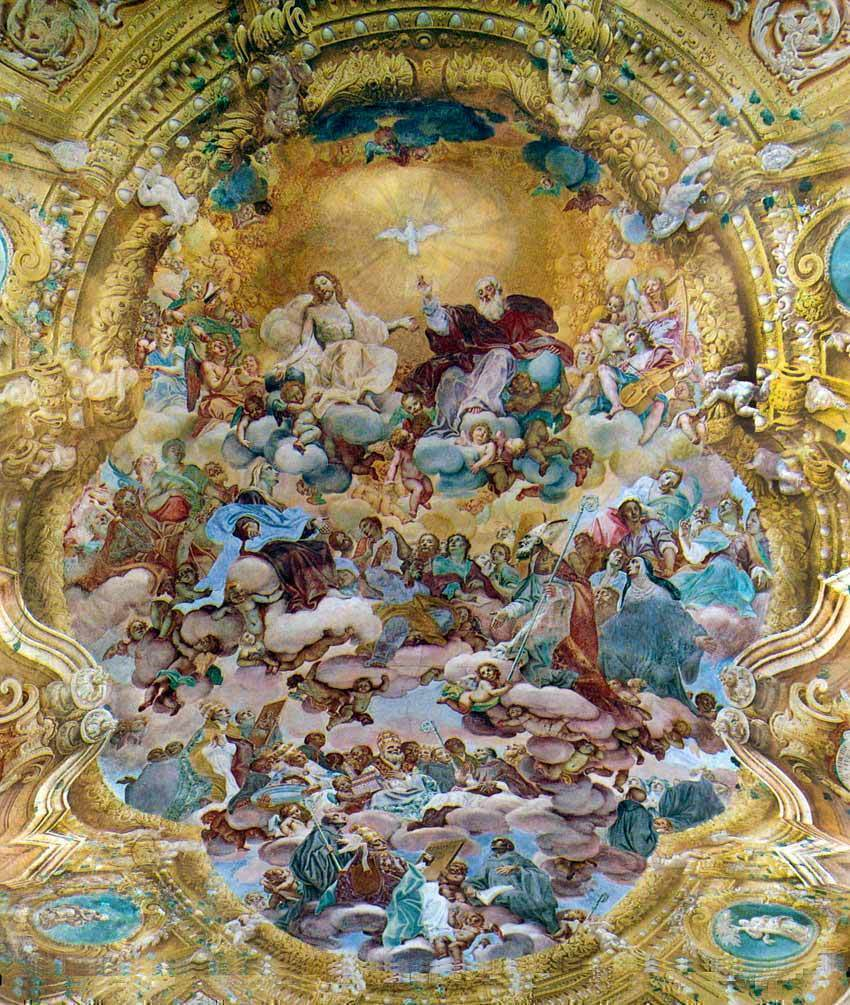
Afresco, igreja do mosteiro de San Benedetto, Cremona